# 信濃荒井駅
信濃荒井駅（しなのあらいえき）は、長野県松本市大字島立にあるアルピコ交通上高地線の駅である。駅番号はAK-04。上高地線内の駅で唯一、旧国名「信濃」が駅名につく。

## 歴史
- 1921年（大正10年）10月2日：筑摩鉄道の駅として開業[1]。
- 1922年（大正11年）10月31日：筑摩電気鉄道に社名変更。
- 1932年（昭和7年）12月2日：松本電気鉄道に社名変更。
- 1963年（昭和38年）1月：渚停車場を渚停留所に変更[2]。
- 1993年（平成5年）6月：駅舎建替え[3]。
- 2011年（平成23年）4月1日：アルピコ交通に社名変更。
- 2021年（令和3年）
  - 8月15日：令和3年8月の大雨で西松本駅 - 渚駅にある田川橋梁が被災し、運休となる。
  - 8月16日：松本駅 - 新村駅間で代行バス運行を実施。当駅の代行バス乗り場は北西へ500 m離れたコンビニ前だった。
  - 10月8日：渚駅 - 新島々駅間で列車の運転を再開。これに伴い当駅でのバス代行を終了する。

## 駅構造
島式ホーム1面2線を有する地上駅の無人駅である。列車交換が可能な構造となっているが、交換が行われるのは朝ラッシュ時のみである。ホーム上にはプラスチック製の住宅用カーポートが上屋として設置されているが、かつては木造だった。ホームとの行き来は遮断機の無い構内踏切を介することになっている。構内には松本駅から2kmのキロポストがある。出入り口に駅舎の様な青色の待合室があるが、これはかつて有人駅だった名残で窓口だった部分は板張りがされている。待合室は南側にも出入口があったが閉鎖され、現在は北側のみとなっている。待合室の脇に簡易的な駐輪場がある。

### のりば
| 番線 | 路線      | 方向 | 行先                   |
| ---- | --------- | ---- | ---------------------- |
| 1    | ■上高地線 | 下り | 新村・波田・新島々方面 |
| 2    | ■上高地線 | 上り | 松本方面               |

## 利用状況
「松本市統計書」によると、1日平均の乗車人員は以下の通りである。
| 乗車人員推移 | 乗車人員推移 |
| 年度         | 1日平均人数  |
| ------------ | ------------ |
| 2009         | 33           |
| 2010         | 27           |
| 2011         | 27           |
| 2012         | 30           |
| 2013         | 30           |
| 2014         | 33           |
| 2015         | 33           |
| 2016         | 36           |
| 2017         | 47           |

## 駅周辺
住宅街に囲まれており周辺の道路は狭隘である。
- 奈良井川
  - 上高地線が渡る川の一つ。西松本駅西側の田川・薄川鉄橋と共に大正時代に建設された鉄橋だが、老朽化が進み鉄道路線存続のネックとなっている。
- 勘左衛門堰、取水頭
- 飯田医院
- 荒井観音
- 荒井城跡（清水ヶ丘城）
- 国道158号（野麦街道）
- 有料老人ホーム「ふれあい」荒井荘

- 島立緑地
- 両島橋
- 長野県道441号（あづみ野やまびこ自転車道）
- ぐるっとまつもとバス 松本島内線：「信濃荒井」停留所[4]（松本駅アルプス口 行） - 北西に約300m

## その他
- 電鐘踏切が駅のすぐそばにあったが、2011年2月に機器更新されている。
- フジテレビのドラマ「白線流し」に登場する（ロケ地は新村駅）。

## 隣の駅
アルピコ交通
■上高地線
渚駅（AK-03） - 信濃荒井駅（AK-04） - 大庭駅（AK-05）